# Crocus (mythologie)
Pour les articles homonymes, voir Crocus (homonymie).

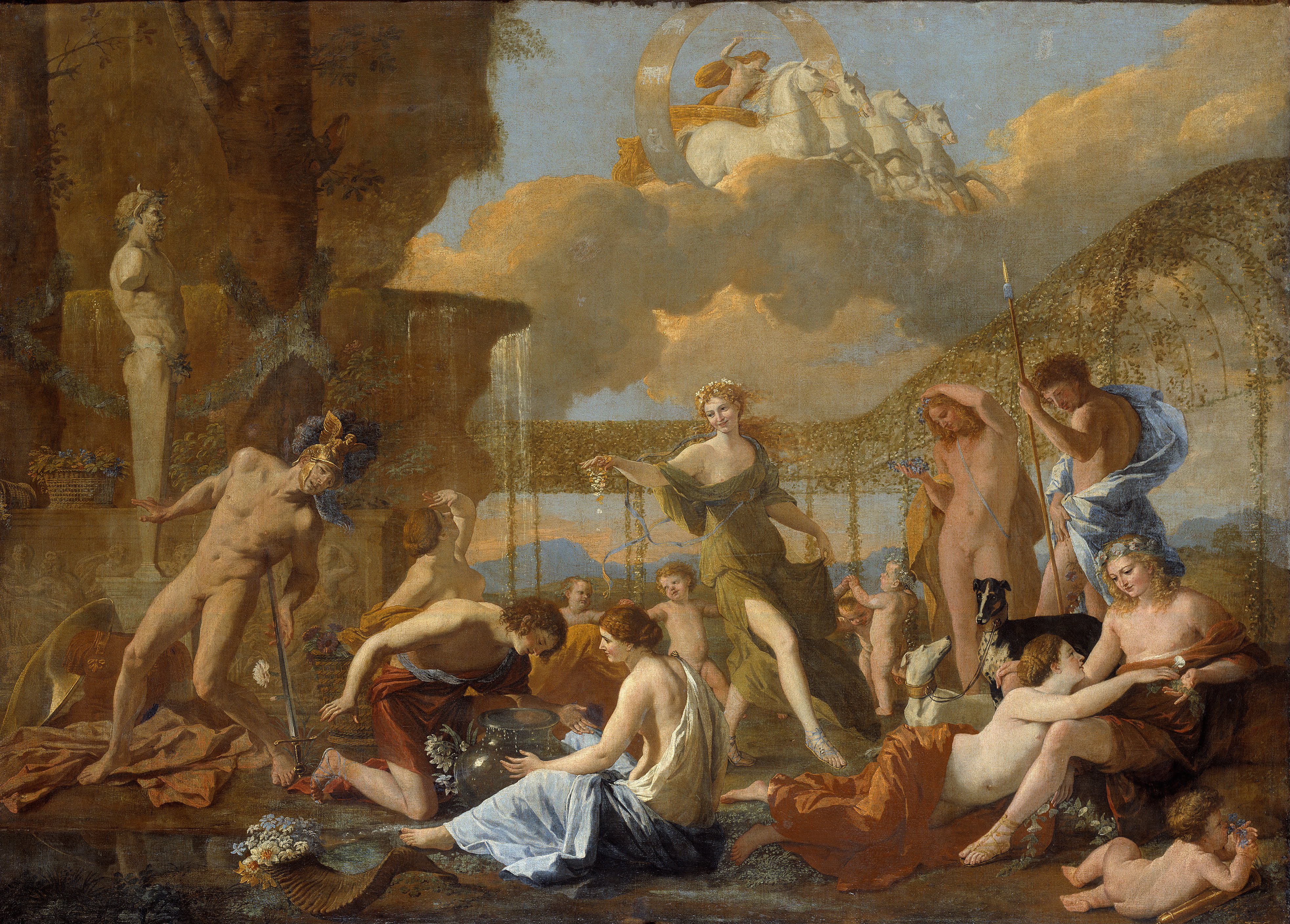
Multiples métamorphoses en fleurs dans L'Empire de Flore de Nicolas Poussin, 1631, 181×131 cm

Dans la mythologie grecque et romaine, Crocus (grec ancien Κρόκος, romanisé : Krókos, lit. « safran ») est un jeune homme mortel qui a été transformé par les dieux en fleur de safran. Selon la version, Crocus était l'amant de la nymphe Smilax (en) ou du dieu Hermès.

## Mythologie
Crocus, mécontent de sa liaison avec la nymphe Smilax (en), fut transformé par les dieux en une plante portant son nom, le crocus (safran). Smilax aurait subi un sort similaire et aurait été transformée en liseron,,.
Dans une autre variante du mythe, Crocus, ici considéré comme un compagnon d'Hermès, fut accidentellement tué par le dieu lors d'une partie de disque, après s'être relevé inopinément. Le sang du malheureux jeune homme coula sur le sol et donna naissance à la fleur de safran,,. Ce mythe est similaire à celui d'Apollon et Hyacinthe et pourrait bien en être une variante ou une imitation.
Dans sa traduction et son commentaire des Dionysiaques de Nonnos, W.H.D. Rouse (en) décrit le récit de Crocus comme datant de la fin de l'Antiquité et peu connu.